# Улично изкуство
Улично изкуство е изкуство, което се реализира и развива на открити обществени места – тоест „на улиците“ – макар терминът да се отнася към несанкционираното изкуство, в контраст на правителствено подпомаганите финансово инициативи. В тази област на изкуството, най-широко представени са визуалните изкуства: традиционни графити, скулптура, шаблонни графити, стикерно изкуство, залепяне на плакати и улично плакатно изкуство, видео прожекции, арт интервенция, оторизирано и неоторизирано (guerrilla art) инсталационно улично изкуство. В действителност терминът улично изкуство или по-специфичният термин пост графити е използван за разграничи съвременните произведения на изкуството, разположение на обществени места, от графитите тип вандализъм или държавното / корпоративно изкуство.
Чрез уличното изкуство художниците отправят предизвикателство към изкуството ситуирайки го в нетипични за художественото изкуство контексти. Художниците от улицата не се стремят да променят дефиницията за произведение на изкуството, но по-скоро проблематизират средата, в която изкуството се прави и излага, като използват свой художествен език. Те се опитват да дадат възможност за свободна комуникация на творбата им с ежедневните минувачи по социално релевантни теми и по начини, които произтичат от информираност за естетическите ценности, без в същото време да е налице тясна затвореност в тях. От друга страна Джон Фекнър дефинира уличното изкуство като „всяко изкуство на улицата, което не е графити“.
Използват се и постмодерни изразни средства като бриколаж .